# Life (Culture Club)
Life è il sesto album in studio della band britannica Culture Club, accreditato a "Boy George e i Culture Club", rilasciato il 26 ottobre 2018 dall'etichetta BMG, è il primo album in studio da Don't Mind If I Do del 1999.

## Il disco
Dopo la reunion della band nel 2014, l'album, che originariamente doveva chiamarsi Tribes fu rielaborato come Life, su questo cambio annunciato nel 2018, Boy George ha riferito che è stato un lavoro molto aperto alle opinioni anche degli altri membri della band.
Ha avuto un'accoglienza critica generalmente positiva, ottenendo 4 stelle su 5 da parte di AllMusic, un po' più critici The Independent e The Times che hanno assegnato 3 stelle su 5.

## Tracce
1. God & Love – 4:13 (George O'Dowd, Roy Hay, Micheal Craig, John Themis)
2. Bad Blood – 3:25 (George O'Dowd, Roy Hay, Micheal Craig, John Themis)
3. Human Zoo – 3:21 (George O'Dowd, Roy Hay, Micheal Craig, Jonathan Moss)
4. Let Somebody Love You – 3:45 (George O'Dowd, Roy Hay, Micheal Craig, Jonathan Moss, Richard Stevens)
5. What Does Sorry Mean? – 4:23 (George O'Dowd, Roy Hay, Micheal Craig, John Themis)
6. Runaway Train – 3:31 (George O'Dowd, Roy Hay, Micheal Craig, Jonathan Moss, Martin Glover)
7. Resting Bitch Face – 3:40 (George O'Dowd, Roy Hay, Micheal Craig, Jonathan Moss, John Themis)
8. Different Man – 3:33 (George O'Dowd, Roy Hay, Micheal Craig, Jonathan Moss)
9. Oil & Water – 4:37 (George O'Dowd, Roy Hay, Micheal Craig, John Themis, Martin Glover)
10. More Than Silence – 4:26 (George O'Dowd, Roy Hay, Micheal Craig, Jonathan Moss, Martin Glover)
11. Life – 4:18 (George O'Dowd, Roy Hay, Micheal Craig, Iyiola Babalola, Darren Lewis, Phillip Sewell)

Durata totale: 43:12

## Crediti

### Gruppo
- Boy George - Voce, Cori
- Micheal Craig - Basso, Chitarra Ritmica, Tastiere, Arrangiamenti, Cori
- Roy Hay - Arrangiamenti, Chitarre, Tastiere, Cori
- Jon Moss - Batteria, Cori

### Altri Musicisti
- Iyiola Babalola - Percussioni, Programmazione, Sintetizzatori
- Reuben Fowler - Flicorno e Tromba
- James Gardiner-Bateman - Clarinetto, Flauto, Sassofono
- House Gospel Choir - Cori
- Darren Lewis - Percussioni, Programmazione, Sintetizzatori
- London Chamber Orchestra - Strumenti a corda
- John Themis - Guitar, Arrangiamenti, Cori

## Classifiche
| Classifica  | Posizione Massima |
| ----------- | ----------------- |
| Regno Unito | 12                |
| Svizzera    | 89                |
| Scozia      | 11                |
| Italia      | 66                |
| Germania    | 58                |
| Belgio      | 151               |
| Australia   | 25                |